# جان بورلند
جان بورلند (انگلیسی: John Borland؛ زادهٔ ۲۸ ژانویهٔ ۱۹۷۷) بازیکن فوتبال اهل بریتانیا است.
از باشگاه‌هایی که در آن بازی کرده‌است می‌توان به باشگاه فوتبال اسکانتورپ یونایتد، باشگاه فوتبال چورلی، باشگاه فوتبال کولنه، باشگاه فوتبال آکرینگتون استنلی، و باشگاه فوتبال برنلی اشاره کرد.